# Копанка (Каушенський район)
Копанка (рос. Копанка; рум. Copanca) — село, що згідно з законодавством Республіки Молдова, входить до складу Каушенського району і є адміністративним центром однойменної комуни; а згідно з Законом ПМР «Про адміністративно-територіальний устрій» — село в Слободзейському районі Придністровської Молдавської Республіки. Фактично контролюється владою Республіки Молдова.

## Історія
Село вперше згадується в 1527 році в грамоті молдавського господаря Петра Рареша. В минулому село було власністю Ново-Нямецького (Кіцканського) монастиря.